# Mahetlwe
Mahetlwe is een dorp in het district Kweneng in Botswana. De plaats telt 610 inwoners (2011).